# Беленець Андрій Анатолійович
Андрі́й Анато́лійович Белене́ць (18 листопада 1968 — 25 липня 2014) — боєць Добровольчого українського корпусу «Правий сектор», учасник російсько-української війни.

## Короткий життєпис
Народився 1968 року в місті Херсон. Проживав у селі Новокиївка (Снігурівський район Миколаївської області) — приїхали із матір'ю Беленець Людмилою Василівною та сестрою Оленою. 1993 року одружився.
З перших днів російської агресії рвався захищати Україну, але через вік його не брали до ЗСУ. Тоді вступив до лав Добровольчого Українського Корпусу «Правий сектор» — 25 травня 2014-го в Кіровограді записався добровольцем. Згодом потрапив у Слов'янськ, звідти — в Донецьк, де брав участь в бойових діях проти терористів.
25 липня 2014 року біля села Піски Донецької області всю ніч тривав мінометний обстріл. На ранок, коли мала відбутись передислокація після 16-годинного бою (за іншими даними — 40-годинного), зі слів очевидців, хлопці пішли до одного з приватних будинків по вул. Миру, 77, в який, імовірно з метою пограбування, могли проникнути невідомі. Але через деякий час вони були захоплені в полон групою сепаратистів, що прибули за цією адресою на мікроавтобусі «Газель» за викликом господарів, яким стало відомо про проникнення до їхнього будинку. Двоє бійців загинули, серед них Беленець Андрій Анатолійович — був розстріляний сепаратистами по вул. Миру. Він прикривши собою побратима зазнав смертельного поранення в шию, але зміг ще кинути гранату в терористів. Статій Володимир Михайлович був захоплений та посаджений до мікроавтобусу «Газель» червоного кольору. Сепаратисти спробували з боєм вирватися на «Газелі» в бік Донецька, але постріл українських танкістів зупинив цей прорив. Розсипані по дорозі поранені бойовики, разом з бійцем «Правого Сектору» Володимиром Статієм, в гарячці бою, потрапили під вогонь крупнокаліберного кулемета БТР та загинули від отриманих поранень на місці. Андрій Беленець підірвався разом з чотирма терористами, які його оточили.
Похований в селі Новокиївка.
Без Андрія лишились мама Людмила Василівна Кулікова, дружина Ірина Вікторівна, троє синів (Олександр 1993 р.н., Андрій 1999 р.н. і Артем 2006 р.н.) та онук Станіслав.
Родині після смерті годувальника надавали допомогу місцева влада та волонтери.

## Нагороди
- Нагороджений відзнакою ДУК ПС «Бойовий Хрест Корпусу» (грудень 2018; посмертно)[7];
- В 2021 році був нагороджений орденом «За мужність» III ступеня (посмертно)[8].
- відзнака «За заслуги перед Миколаївщиною» (березень 2021; посмертно)[9]